# Valderice
Valderice (szicíliai nyelven Valdèrici vagy Paparedda)település Olaszországban, Trapani megyében. Lakosainak száma 11 480 fő (2023. január 1.). Valderice Buseto Palizzolo, Custonaci, Erice és Trapani községekkel határos.

## Népesség
A település népességének változása:
| Lakosok száma | 12 279 | 12 253 | 11 480 |
|               | 2017   | 2018   | 2023   |